# Metalimnophila unipuncta
Metalimnophila unipuncta är en tvåvingeart som först beskrevs av Alexander 1922.  Metalimnophila unipuncta ingår i släktet Metalimnophila och familjen småharkrankar. Inga underarter finns listade i Catalogue of Life.